# アレクシス・ロドリゲス (バレーボール)
アレクシス・ロドリゲス（Alexis Rodriguez, 2003年3月11日 - ）は、アメリカ合衆国の女子バレーボール選手。アメリカ代表。

## 来歴

### クラブチーム
イリノイ州スターリング出身。2021年、ネブラスカ大学へ進学。2021年、2023年のNCAA女子バレーボール選手権大会ではベストリベロを受賞した。2024年12月、新設されたLOVBに参戦することが発表され、オマハ所属となり2024/25シーズンのLOVBでは最終的に準優勝を果たした。

### 代表チーム
アンダーカテゴリーの代表として2019年、U-19世界選手権に出場し金メダルを獲得。2021年、U-20世界選手権に出場した。2024年、シニア代表に初選出された。2025年6-7月のネーションズリーグに出場した。

## 球歴
- ネーションズリーグ - 2025年

## 受賞歴
- 2021年 - NCAA女子バレーボール選手権 ベストリベロ
- 2023年 - NCAA女子バレーボール選手権 ベストリベロ

## 所属クラブ
- ネブラスカ大学（2021-2025年）
- LOVBオマハ （2024年-）